# 7 de 6 amb dues agulles
|  | Aquest article tracta sobre el 7 de 6 amb dos pilars dins. Vegeu-ne altres significats a «7 de 6 amb l'agulla». |

El 7 de 6 amb dues agulles, o 7 de 6 amb dos pilars, és una construcció d'estructura composta formada per una estructura de 7 de 6 que es fa amb dos pilars de 4 simultanis a l'interior del castell, un dins de l'estructura del quatre central i l'altre dins de l'altre fals quatre (sovint anomenat "tres"). Així, després de fer les dues aletes, al desmuntar el tronc del castell, queden al descobert dos pilars de 4. Es tracta d'un castell inèdit als segles xix i xx, que fou inventat i descarregat per primera vegada el 13 de novembre del 2011 per la Colla Jove Xiquets de Vilafranca.

## Història
El 13 de novembre del 2011 la Colla Jove Xiquets de Vilafranca va descarregar-lo per primera vegada a la història en el marc de la 40a Diada dels Bordegassos de Vilanova, que tingué lloc a la plaça de les Cols de Vilanova i la Geltrú. Es tracta del primer castell amb dues agulles simultànies.
La temporada 2012 va ser descarregat tres vegades entre dues colles diferents. La segona vegada que es portà a plaça aquest castell, i primera de l'any, va ser per part de la mateixa Colla Jove vilafranquina el 6 de maig del 2012 a Figueres en el marc de les Fires i Festes de la Santa Creu, en una actuació en què en van fer un intent desmuntat i posteriorment el descarregaren per segona vegada a la història. Tres setmanes més tard, el 20 de maig la mateixa colla va descarregar-lo per tercera vegada i primera a Vilafranca del Penedès, en la diada castellera de les Fires de Maig. El 21 de juliol del 2012 va ser descarregat pels Bordegassos de Vilanova per primera vegada en el 40è aniversari dels Bordegassos i els Falcons a Vilanova i la Geltrú.
L'any 2016 els Castellers de Sants descarregaren aquest castell en les vigílies de la seva diada d'aniversari.

## Colles
Actualment hi ha 3 colles castelleres que han aconseguit descarregar el 7 de 6 amb dues agulles. D'aquestes 3 colles totes l'han carregat i descarregat al primer intent. La taula següent mostra la data, diada i plaça en què les colles el carregaren i/o descarregaren per primera vegada:
| Núm. | Colla                            | Carregat               | Diada                                            | Plaça                   | Descarregat            | Diada                                            | Plaça                   |
| ---- | -------------------------------- | ---------------------- | ------------------------------------------------ | ----------------------- | ---------------------- | ------------------------------------------------ | ----------------------- |
| 1    | Colla Jove Xiquets de Vilafranca | 13 de novembre de 2011 | XL Diada dels Bordegassos de Vilanova            | Vilanova i la Geltrú    | 13 de novembre de 2011 | XL Diada dels Bordegassos de Vilanova            | Vilanova i la Geltrú    |
| 2    | Bordegassos de Vilanova          | 21 de juliol de 2012   | 40è aniversari dels Bordegassos i els Falcons    | Vilanova i la Geltrú    | 21 de juliol de 2012   | 40è aniversari dels Bordegassos i els Falcons    | Vilanova i la Geltrú    |
| 3    | Castellers de Sants              | 7 de maig de 2016      | Vigília de l'aniversari dels Castellers de Sants | Plaça d'Osca, Barcelona | 7 de maig de 2016      | Vigília de l'aniversari dels Castellers de Sants | Plaça d'Osca, Barcelona |

## Estadística
| Resultat              |
| --------------------- |
| Descarregat (D)       |
| Carregat (C)          |
| Intent (I)            |
| Intent desmuntat (ID) |

Actualitzat el 31 de desembre de 2024

### Nombre de vegades
Fins a l'actualitat s'han fet 6 temptatives d'aquest castell. A continuació hi ha les seves dades estadístiques.
| Colla                            | D   | C  | I  | ID  | Total |
| -------------------------------- | --- | -- | -- | --- | ----- |
| Colla Jove Xiquets de Vilafranca | 3   | 0  | 0  | 1   | 4     |
| Bordegassos de Vilanova          | 1   | 0  | 0  | 0   | 1     |
| Castellers de Sants              | 1   | 0  | 0  | 0   | 1     |
| Total                            | 5   | 0  | 0  | 1   | 6     |
| Percentatge                      | 83% | 0% | 0% | 17% | 100%  |

### Poblacions
Fins a l'actualitat el 7 de 6 amb dues agulles s'ha descarregat a 4 poblacions diferents.
| Població               | D | C | I | ID | Total |
| ---------------------- | - | - | - | -- | ----- |
| Vilanova i la Geltrú   | 2 | 0 | 0 | 0  | 2     |
| Figueres               | 1 | 0 | 0 | 1  | 2     |
| Vilafranca del Penedès | 1 | 0 | 0 | 0  | 1     |
| Barcelona              | 1 | 0 | 0 | 0  | 1     |
| Total                  | 5 | 0 | 0 | 1  | 6     |